# Eric Coy
Eric Eaton Coy (* 16. Mai 1914 in Nottingham, Vereinigtes Königreich; † 28. Oktober 1985 in Winnipeg) war ein kanadischer Diskuswerfer und Kugelstoßer.
Bei den British Empire Games 1938 in Sydney gewann er Gold im Diskuswurf und Silber im Kugelstoßen.
1948 schied er in beiden Disziplinen bei den Olympischen Spielen in London in der Qualifikation aus. Bei den British Empire and Commonwealth Games 1954 in Vancouver wurde er Neunter im Kugelstoßen.
Viermal wurde er Kanadischer Meister im Kugelstoßen (1938, 1940, 1948, 1949) sowie je zweimal im Diskuswurf (1938, 1948) und im Speerwurf (1935, 1938).

## Persönliche Bestleistungen
- Kugelstoßen: 15,10 m, 1939
- Diskuswurf: 44,90 m, 1938